# مارکو ساویچ (بازیکن بسکتبال)
مارکو ساویچ (سیریلیک صربی: Марко Савић؛ زادهٔ ۲ ژوئن ۱۹۸۷) بازیکن بسکتبال اهل صربستان است.
وی در مسابقات کشوری و بین‌المللی در مجموع برندهٔ ۶ مدال طلا، ۲ مدال نقره، ۱ مدال برنز شده‌است.